# Serguey Torres Madrigal
Serguey Torres Madrigal (Sancti Spíritus, 20 de enero de 1987) es un deportista cubano que compite en piragüismo en la modalidad de aguas tranquilas.
Participó en cuatro Juegos Olímpicos de Verano entre los años 2008 y 2020, obteniendo una medalla de oro en Tokio 2020 en la prueba de C2 1000 m (junto con Fernando Jorge Enríquez). En los Juegos Panamericanos consiguió cinco medallas entre los años 2007 y 2019.
Ganó once medallas en el Campeonato Mundial de Piragüismo entre los años 2005 y 2022.

## Palmarés internacional
| Juegos Olímpicos     | Juegos Olímpicos            | Juegos Olímpicos  | Juegos Olímpicos |
| Año                  | Lugar                       | Medalla           | Competición      |
| -------------------- | --------------------------- | ----------------- | ---------------- |
| 2020                 | Tokio (Japón)               | Medalla de oro    | C2 1000 m        |
| Campeonato Mundial   |                             |                   |                  |
| Año                  | Lugar                       | Medalla           | Competición      |
| 2005                 | Zagreb (Croacia)            | Medalla de bronce | C2 200 m         |
| 2005                 | Zagreb (Croacia)            | Medalla de bronce | C2 500 m         |
| 2005                 | Zagreb (Croacia)            | Medalla de plata  | C2 1000 m        |
| 2007                 | Duisburgo (Alemania)        | Medalla de plata  | C2 1000 m        |
| 2014                 | Moscú (Rusia)               | Medalla de bronce | C2 500 m         |
| 2017                 | Račice (República Checa)    | Medalla de plata  | C1 5000 m        |
| 2017                 | Račice (República Checa)    | Medalla de plata  | C2 1000 m        |
| 2018                 | Montemor-o-Velho (Portugal) | Medalla de plata  | C2 1000 m        |
| 2018                 | Montemor-o-Velho (Portugal) | Medalla de plata  | C2 1000 m        |
| 2019                 | Szeged (Hungría)            | Medalla de plata  | C2 1000 m        |
| 2021                 | Copenhague (Dinamarca)      | Medalla de bronce | C2 1000 m        |
| 2022                 | Halifax (Canadá)            | Medalla de plata  | C1 5000 m        |
| Juegos Panamericanos |                             |                   |                  |
| Año                  | Lugar                       | Medalla           | Competición      |
| 2007                 | Río de Janeiro (Brasil)     | Medalla de oro    | C2 500 m         |
| 2007                 | Río de Janeiro (Brasil)     | Medalla de oro    | C2 1000 m        |
| 2011                 | Guadalajara (México)        | Medalla de oro    | C2 1000 m        |
| 2015                 | Toronto (Canadá)            | Medalla de bronce | C2 1000 m        |
| 2019                 | Lima (Perú)                 | Medalla de oro    | C2 1000 m        |